# بربارة
بربارة (باليونانية القديمة: Αγία Βαρβάρα) ووفق المصطلحات المسيحية القديسة بربارة، هيَ إحدى قدّيسات العُصور المسيحيّة المبكرة. تُكرّم كقديسة في الكنيسة الكاثوليكية يوم 4 ديسمبر، وفي الكنائس الأورثوذكسية الشرقية والمشرقية يوم 17 ديسمبر. يُطلق على بربارة في الثقافة المسيحية الشرقية اسم العظيمة في الشهداء القديسة بربارة.
لا يُعرف تماماً لا تاريخ استشهاد بربارة ولا مكان استشهادها. تشير بعض المصادر أنها ولدت في نيقوميديا (في تركيا الحالية) أو في بعلبك الفينيقية (في لبنان). لا توجد هناك أي إشارة لها في الكتابات المسيحية المبكرة. لكن يمكن تتبع اسمها منذ القرن 7، وتكريمها خصوصًا في الشرق منذ القرن التاسع.
بسبب الشكوك حول أسطوريّة وتاريخيّة بربارة، تم حذف عيدها في التقويم الروماني العام سنة 1969، علمًا أنه أبقي على القديسة بربارة في قائمة قدّيسي الكنيسة الرومانية الكاثوليكية.
تقول الروايات المسيحية أن بربارة ولدت في أوائل القرن الثالث للميلاد في مدينة نيقوميدية من أعمال بيثينية، وكانت الابنة الوحيدة لوالدها ديوسقوروس الوثني الذي اشتهر في قومه بالغنى الفاحش والجاه. تقول الرواية المسيحية أن بربارة تحوّلت إلى المسيحية بعدما راسلت أوريجانس أستاذ مدرسة الإسكندرية. وبعدما علمَ والدها بذلك، طلب من الحاكم أن يأذن له بقطع رأسها بيده، فسمحَ لهُ بقتلها.
خلال العصور الوسطى اعتُبرت بربارة في الثقافة المسيحية الشعبية واحدة من المساعدين المقدسين الأربعة عشر واعتُبرت شفيعة الحمى والموت المفاجئ.
يحتفل المسيحيون عادةً في بلاد الشام في عيد البربارة مساء يومي 3-4 كانون الأول من كل سنة بتقاليد خاصة. إذ يخرج الأطفال والشباب مساءً في أزياء تنكرية ويطوفون على بيوت الجيران والأقارب والأصدقاء ويعايدونهم فيتم إعطاءهم بعض الحلويات أي ما يشبه هدية العيد. ويرافق احتفالات البربارة أغاني وأناشيد حيث يخرج الناس إلى ساحات القرى وينشدوا الأناشيد الدينية والأهازيج.